# Xã Thelma, Quận Burleigh, Bắc Dakota
Xã Thelma (tiếng Anh: Thelma Township) là một xã thuộc quận Burleigh, tiểu bang Bắc Dakota, Hoa Kỳ. Năm 2010, dân số của xã này là 17 người.